# ایزابلا لکتوش
ایزابلا لکتوش (به انگلیسی: Izabela Lăcătuș) ژیمناست زادهٔ ۲ اکتبر ۱۹۷۶ میلادی اهل کشور رومانی است.